# Мајкл Соркин
Мајкл Дејвид Соркин (енгл. Michael David Sorkin; Вашингтон, 2. август 1948 — Њујорк, 26. март 2020) био је амерички архитекта, урбаниста, писац и аутор великог броја књига архитектонске теорије и урбаног планирања. Родио се у Вашингтону али је живео и радио у Њујорку. Важио је за јединствен провокативан и полемички глас у савременој култури и дизајну урбаних места на прелазу у XXI век. Био је запажен професор у многим великим архитектонским школама, оштар архитектонски критичар за новине The Village Voice и гостујући колумниста у многим публикацијама. Био је директор постдипломских студија за урбани дизајн на Градском колеџу у Њујорку (City College of New York).

## Живот и каријера
Соркин је био архитекта и урбанистa чија је пракса обухватала дизајн, планирање, критику и подучавање. 1970. године дипломирао је на Универзитету у Чикагу, а потом и магистрирао архитектуру на Технолошком институту у Масачусетсу (М. Арх '74). Соркин је такође магистрирао и Енглески језик на Универзитету Колумбија (МА '70). Био је главни директор студија Мајкл Соркин, са седиштем у Њујорку, студија светске дизајнерске праксе са посебним интересовањима за урбано планирање, урбани дизајн и зелени урбанизам .
Соркин је био критичар стамбене архитектуре и радио је за новине " Тhe Village Voice " током осамдесетих година 20. века, а аутор је и многобројних чланака и књига на тему савремене архитектуре, дизајна, градова и улоге демократије у архитектури. Био је и копредседник Института за урбани дизајн (Institute for Urban Design), организације за образовање и адвокатуру, као и потпредседник Форума за урбани дизајн из Њујорка.
2013. године добио је награду Design Mind од стране Cooper Hewitt, Smithsonian Design Museum.
Био је главни директор студија Мајкл Соркин (Мichael Sorkin Studio) и председник Тереформа (Terreform), непрофитне истраживачке групе.
Дана 26. марта 2020. Мајкл Соркин је преминуо услед компликација изазваних коронавирусом CОVID-19 .
Жалећи поводом смрти Мајкла Соркина, многобројни експерти одали су почаст преминулом архитекти те посебно истакли његову критичку мисао и вештину писања.

## Урбанистичко планирање
Студио Мајкл Соркин у Њујорку, фокусиран је првенствено на професионалну праксу у домену јавног, урбаног живота и простора. Радио је просторне планове у Хамбургу (Немачка), и предложио је мастер планове за престоницу Палестине у Источном Јерусалиму, риву Бруклин и трг Квинс Plaza у Њујорку . Његове урбанистичке студије биле су излагане јавно, а 2010. године добија награду Америчке академије уметности и литературе у области архитектуре. Соркин се редовно представљао на регионалним, националним и међнародним конференцијама, радио је као саветник и члан жирија у бројним одборима, укључујући конкурс за дизајн Гугенхајм музеја у Хелсинкију (Тhe Next Helsinki), Ага Кан фондације за кулутуру Ага Кан награде за архитектуру (Aga Khan Award for Architecture), награда за дизајн Крајслер (Chrysler Design Award,”Поглавље Града Њујорка” (The New York City Chapter) Америчког института за архитектуру (American Institute of Architecture), Архитектонска лига Њујорка (Architectural League of New York), док је у области дизајна био колумниста и писац за Кор 77 (Core 77).

### Избор урбанистичких пројеката
- 1994: Мастерплан за Приобаље Брооклина.[20]
- 1994: Предлог за јужно подручје (Südraum)Лајпцига.[21]
- 1998: Алтернативни мастерплан кампусаУниверзитета у Чикагу .[22]
- 2001: Предлог обнове подручја Арверне на Рокавеј полуострву, Квинс, Њујорк.[23]
- 2001: План за Доњи Менхетн.[24]
- 2004: Пројекат за врхове Пенанг, Пенанг, Малезија .[25]
- 2005: Мастерплан за Нови град Чунгчеонг, Chungcheong, Јужна Кореја .[26]
- 2009: Хотел са седам звездица: Небодер Тјенцин, Тјенцин, Кина .[27]
- 2010: Студија случаја: Храњење Њујорка у Њујорку (Feeding New York in New York). 3. Међународни Холцим Форум 2010 у Мексико Ситију.[28]
- 2010: План за Доњи Менхетн . Изложба: Наши градови лично: Будућност превоза у градском/ урбаном животу (Our Cities Ourselves: The Future of Transportation in Urban Life), Center for Architecture, Greenwich Village, Њујорк.[29]
- 2012: Концепт за аеродромску пословну зграду у Си'ану, Си'ан, Кина.[30]
- 2013: 28+: МОМА PS1 Rockaway.[31]
- 2013: Анкета о локацији фудбалског стадиона у Њујорку .[32]
- 2013: Алтернативни предлог за Универзитет у Њујорку (NYU).[33]

## Професионалнa признања
- 2009, 2010: Члан Америчке Академије Наука и Уметности.[34]
- 2010: Награда за архитектуру Грејам Фондације (Graham Foundation Architecture Award).[35]
- 2011: Грејам Фондација, за: New York City (Steady) State, са Робином Бејлсом и Кристијаном Еусебиом.[36]
- 2013: Награда Design Mind, Cooper Hewitt, Smithsonian Design Museum.[37]
- 2015:John Simon Guggenheim Memorial Foundation, сарадник у архитектури, планирању и дизајну.[38]

## Академско искуство
Соркин је био предавач на нивоу колеџа. Био је на позицији професора урбанизма и обављао је функцију директора Урбанистичког института Бечке Академије ликовне уметности (Academy of Fine Arts, Vienna), у Бечу од 1993. до 2000. године. Био је гостујући професор многих школа, укључујући и десетогодишњу професуру на приватном колеџу Cooper Union у Њујорку. Соркин је предавао у одсеку 'Hyde Chair на Архитектонском колеџу Универзитета Небраске у Линколну (University of Nebraska–Lincoln), Davenport Chair' на Школи Архитектуре Универзитета Јејл, Таубман Колеџ за архитектуру и урбанистичко планирање, гостујући професор у одсеку Елијел Саринен, Универзитета у Мичигену . Био је гостујући предавач на Архитектонском Универзитету у Лондону (Architectural Association School of Architecture), на Школи за Дизајн на Харварду, на Колеџу за Архитектуру, Уметност и Планирање Корнел Универзитета  и тд.

## Књижевно стваралаштво
Соркин је имао упадљиву каријеру као архитектонски писац. Писао је о темама савремене архитектуре и урбане динамике, упоредо са димензијама животне средине и околине, одрживости, педестријанизације (поврата улица, тргова и других делова града, пешацима), јавних простора, урбане културе и наслеђа модернистичких приступа у урбанистичком планирању. Био је члан Међународног комитета архитектонских критичара (International Committee of Architectural Critic).

### Књижевна дела
- Sorkin, M. & Beede Howe, M. (1981) Go Blow Your Nose. New York: St. Martin's Press.[47]
- Sorkin, M. (1991) Exquisite Corpse: Writing on Buildings. London: Verso.[48]
- Sorkin, M. (1993) Local Code: The Constitution of a City at 42° N Latitude. New York: Princeton Architectural Press. (1993)[49]
- Sorkin, M. (1997) Traffic In Democracy. Ann Arbor, Michigan: University of Michigan College of Architecture and Urban Planning.[50]
- Sorkin, M. (2001) Some Assembly Required. Minneapolis: University of Minnesota Press.[51]
- Sorkin, M. (2002) Pamphlet Architecture 22 : Other Plans: University of Chicago Studies, 1998–2000.New York: Princeton Architectural Press.[52]
- Sorkin, M. (2003) Starting From Zero: Reconstructing Downtown New York. New York : Routledge.[53]
- Sorkin, M. (ed.) (2005) "Against the Wall: Israel's Barrier to Peace." New York : Norton.[54]
- Sorkin, M. (2008) Indefensible Space : The Architecture of the National Insecurity State. New York : Routledge.[55]
- Sorkin, M. (2009) Twenty Minutes in Manhattan.  London: Reaktion.[56]
- Sorkin, M. (2011) All Over The Map: Writing on Buildings and Cities. London: Verso.[57][58]